# Sasakia yunnanensis
Sasakia yunnanensis är en fjärilsart som beskrevs av Hans Fruhstorfer 1913. Sasakia yunnanensis ingår i släktet Sasakia och familjen praktfjärilar. Inga underarter finns listade i Catalogue of Life.